# Ahmed Muhtar pascha

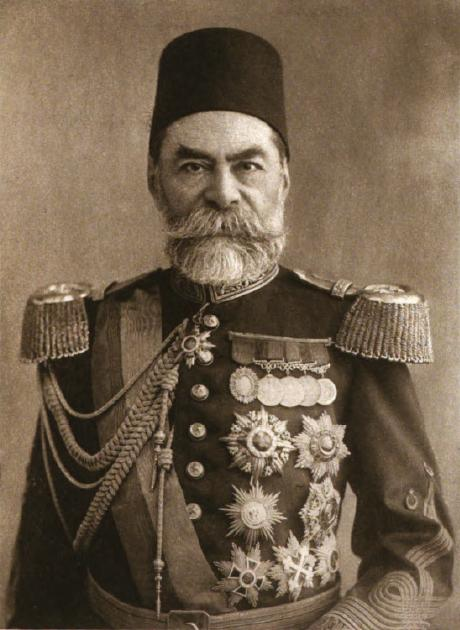
Ahmed Muhtar Pascha

Ahmed Muhtar pascha, född 1 november 1839, död 21 januari 1918, var en turkisk militär.
Muhtar deltog i Krimkriget, blev generalstabsofficer 1862, generalmajor 1870, generallöjtnant 1871 och fältmarskalk (musjir) 1873. Han ledde 1871-73 expeditionen till Jemen, och var under rysk-turkiska kriget 1877-78 chef för 4:e armékåren, med vilken han undsatte Kars 10 juli 1877. Han var generalguvernör i Monastir 1879-80 och 1884-1908 turkisk kommissarie i Egypten. I juli 1912 blev Muhtar storvesir men måste efter turkarnas nederlaget i slaget vid Kirk Kilise avgå i slutet av oktober 1912.